# Britten-Norman Defender
Le Britten-Norman Defender est un avion utilitaire multirôle de transport, fabriqué par la société Britten-Norman au Royaume-Uni. Doté de moteurs à pistons ou de turbopropulseurs, il est la version militaire de l'Islander, développée pour des rôles tels que le transport utilitaire, l'évacuation médicale, la lutte anti-insurrectionnelle, l'attaque légère, le contrôle aérien avancé et la reconnaissance.

## Historique
Prenant l'air pour la première fois en mai 1970, le Defender est basé sur l'Islander civil, et a été doté d'une structure agrandie et de quatre points d'emport sous les ailes pour y attacher 1 100 kg de réservoirs additionnels, bombes, missiles, nacelles de mitrailleuses de 7,62 mm, capteurs, leurres et autres systèmes. L'appareil existe en deux versions : la première, désignée BN-2B, est dotée de deux moteurs à pistons IO-540-K1B5 développant une puissance de 300 ch. La deuxième, désignée BN-2T est équipée de deux turbopropulseurs Allison 250-B17F développant 320 ch.
Ces avions sont utilisés dans des opérations militaires, de patrouille côtière et de police, au sein de plusieurs pays.

## LeDefender4000

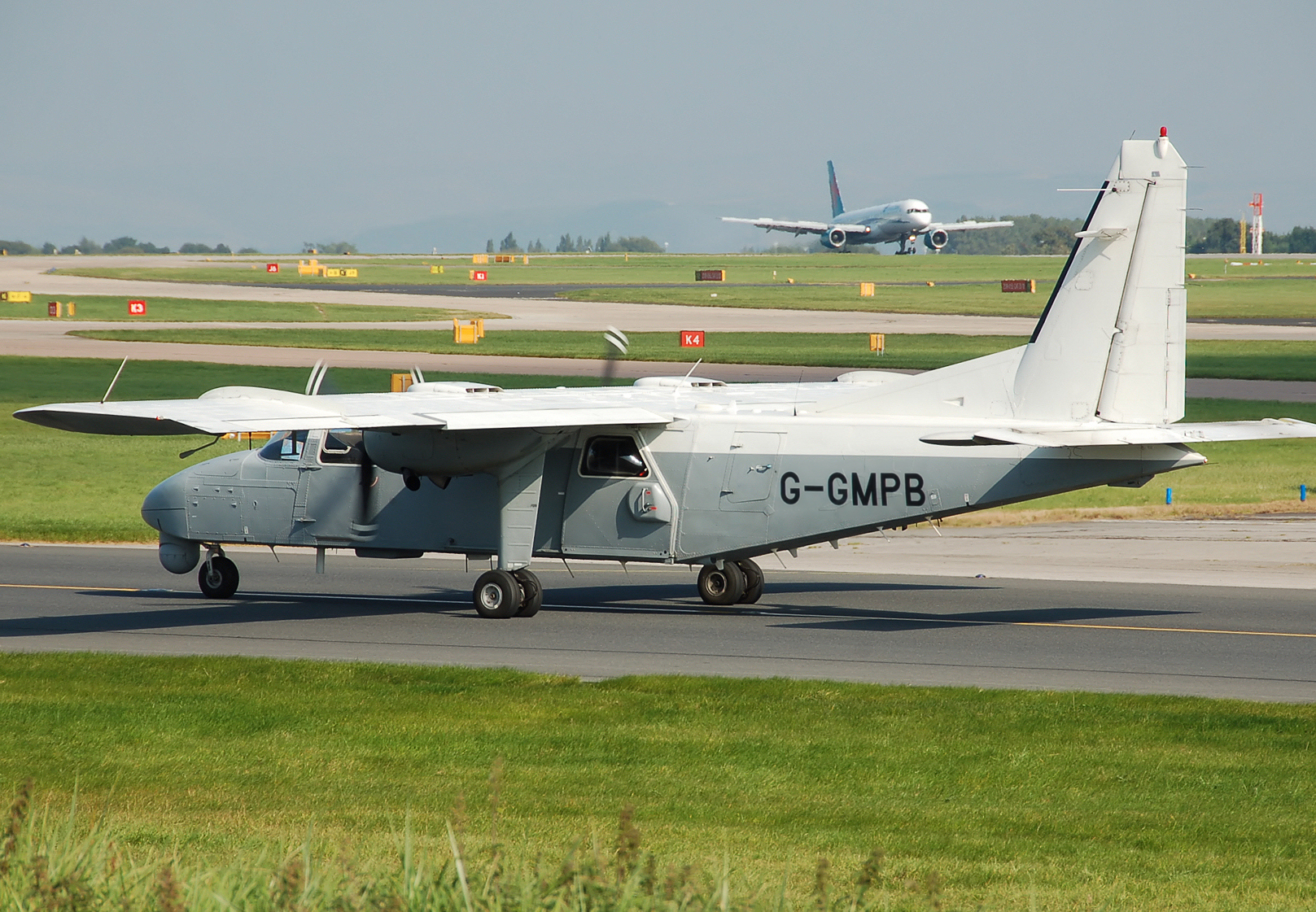
en de la Greater Manchester Police, en Angleterre.

Le BN-2T-4S Defender 4000 est une version améliorée du BN-2T, conçue pour assurer des missions de surveillance aérienne.
Comparé aux versions précédentes du Defender, il possède un fuselage allongé, l'aile agrandie du Trislander (une version trimoteur de l'Islander), un nez capable d'emporter une tourelle FLIR ou un radar, et une charge utile augmentée.
Le prototype de cette version a volé pour la première fois en 1994.

## Carrière opérationnelle
Le Defender, comme son prédécesseur civil l'Islander, est un avion simple et facile d'emploi et d'une utilisation agréable, caractéristiques qui lui ont valu d'être utilisé par de nombreuses forces militaires et agences civiles dans le monde. Il reste cependant un petit appareil assez vulnérable et a enregistré de nombreuses pertes au combat :
La force aérienne mauritanienne employa six BN-2A-21 Defenders pendant la guerre du Sahara occidental contre les forces du Front Polisario en 1976, perdant deux de ses appareils pendant les combats.
Un hélicoptère Alouette III de la Rhodesian Air Force, configuré en « Gunship » (ou « K-car ») et doté d'un canon de 20 mm, descendit un Islander de l'Escadre aérienne de la force de défense du Botswana, le 9 août 1979, au cours d'une mission de couverture pendant une récupération de soldats rentrant d'une mission extérieure. L'hélicoptère était piloté par Charles Goatley, et Beaver Shaw était au poste canon. Il s'agit d'un très rare cas d'avion détruit en « combat aérien » par un hélicoptère.
Le FBI déploya un Defender pour assurer des missions de surveillance aérienne électronique des Davidiens pendant le siège de Waco en 1993.
En 1996, la force aérienne royale cambodgienne déploya des trois BN-2 Defenders en soutien à l'offensive de la saison sèche contre les insurgés Khmers rouges. Les avions étaient armés de mitrailleuses et de roquettes, et larguèrent même des obus de mortier. Un Defender fut perdu pendant l'opération.
En 2003, la British Army a acheté quatre Defender 4000, désignés AL1 en service, équipé de distributeurs d'aide défensifs (?) sous les ailes et d'une tourelle électro-optique sous le nez. Depuis, un exemplaire a été converti à la spécification AL2, et trois AL2 supplémentaires et un appareil d'entraînement T3 ont été commandés. Ils ont été employés dans des rôles de communication et de commandement et ont fait l'objet d'une utilisation limitée comme transport de personnel.
Le Corps aérien irlandais a acheté un Defender 4000 en 1997. Il est utilisé par la Garda Air Support Unit.
En 2014, la marine philippine envoya l'un de des Defenders pour porter assistance aux opérations internationales de recherche et sauvetage menées par le gouvernement malaisien à la suite de la disparition du vol MH370, en mars 2014.

## Versions
- Defender : Avion de transport utilitaire multi-missions ;
- Maritime Defender : Avion armé de reconnaissance et patrouille maritime ;
- Defender 4000 : Version avancée dédiée aux opérations de surveillance urbaine, de contre-terrorisme et de surveillance maritime ;
- AEW Defender : Avion de veille et alerte radar avancée (AEW : Airborne Early Warning, en anglais).

## Utilisateurs

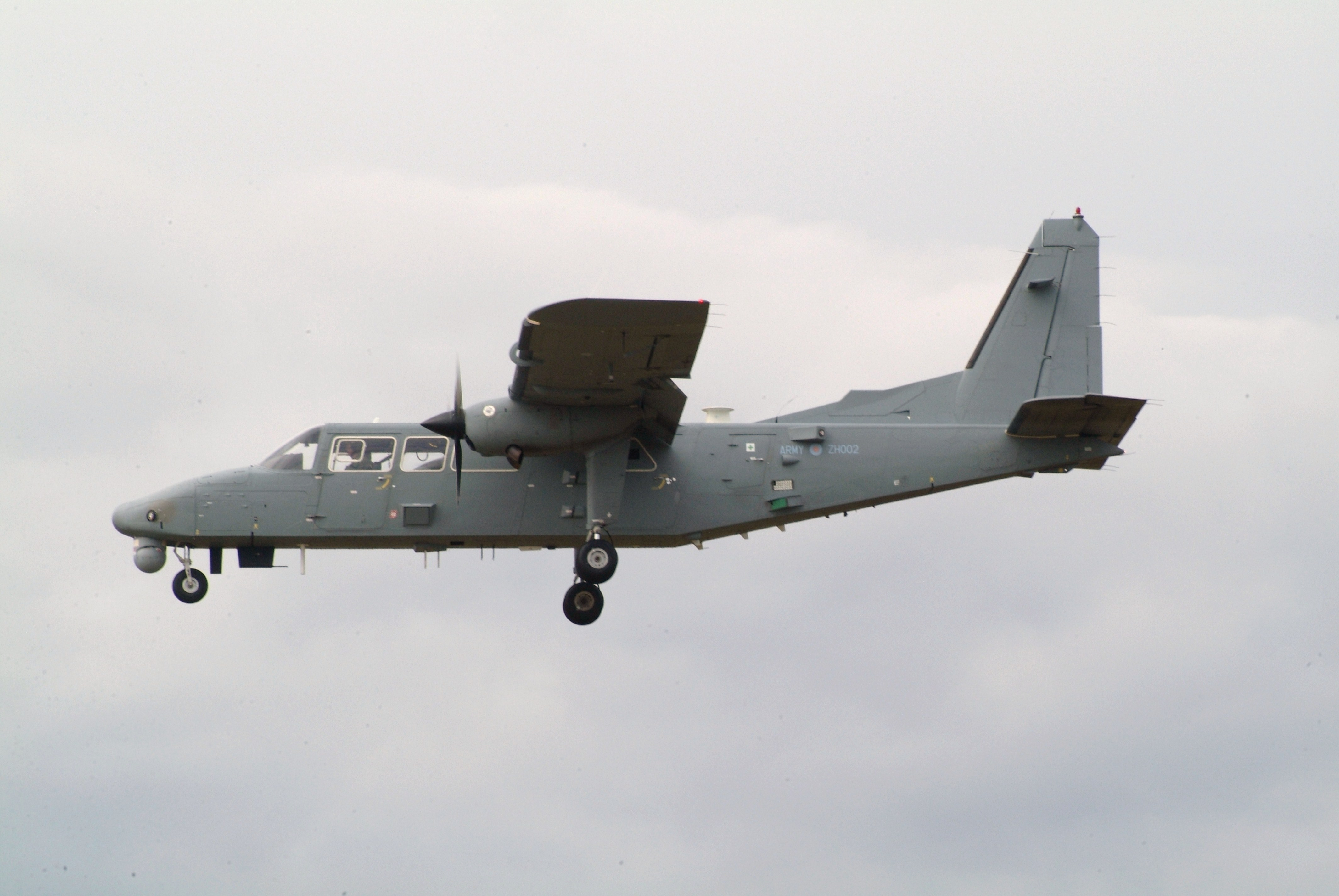
en AL.2 du 651e escadron de l'Army Air Corps.

Utilisateurs en 2017 :
- Danemark :
  - La garde intérieure danoise (en) possède deux BN-2B.
- États-Unis :
  - Federal Bureau of Investigation (FBI).
- Irlande :
  - La Garda Air Support Unit Dispose d'un Defender 4000[10].
- Maroc :
  - La Marine royale du Maroc possède quatorze BN-2B.
- Maurice :
  - Les garde-côtes nationaux de Maurice possèdent un BN-2T[11].
- Pakistan :
  - Agence pakistanaise de sécurité maritime.
- Philippines :
  - La marine philippine possède six BN-2[12].
- Royaume-Uni :
  - British Army : Army Air Corps ;
  - Greater Manchester Police ;
  - Service de police d'Irlande du Nord.